# Герб Чопа
Герб Чо́па затверджений 15 травня 2003 року рішенням Чопської міської ради.
Автор герба — Андрій Гречило, голова Українського геральдичного товариства.

## Опис
У синьому полі два золоті ключі, покладені в косий хрест вушками вгору, поверх них срібний залізничний знак — колесо з ребордою, з якого виходять обабіч два крила; у срібній основі дві сині хвилясті балки.

## Значення символіки
Колесо з крилами (залізнична емблема) характеризує Чоп, як значний залізничний вузол. Два золоті ключі символізують місто як «ворота в Україну», його розташування на кордоні з двома державами, розміщення тут постів митниць України.

Хвилясті лінії вказують на географічне розташування міста між р. Латориця та р. Тиса. та підкреслюють закарпатську геральдичну традицію. Таким чином поєднано символи, які вказують і на основні промислові галузі, і причини зростання міста, і його географічне розташування, й історичні та природні особливості.

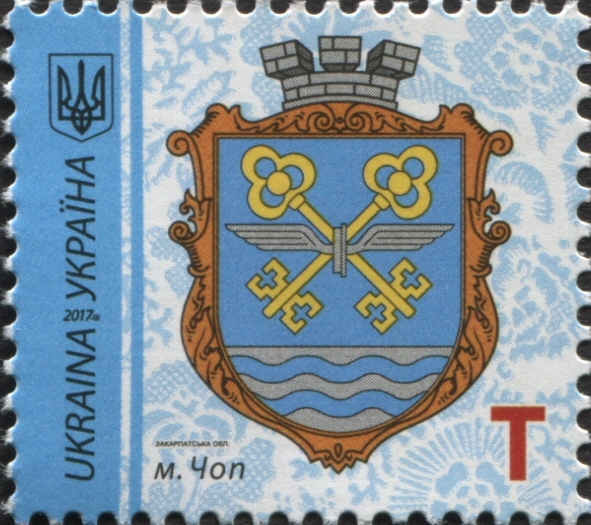
«Герб Чопа», поштова марка України (2017)

## Історія

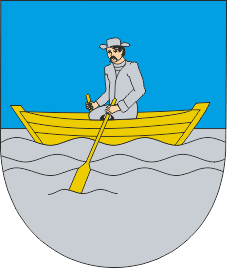
Герб угорського періоду

Затверджений в XIX ст. У щиті, перетятому лазуровим і срібним, поверх всього в золотому човні весляр у срібному одязі, із золотими веслами.